# Loxopamea
Loxopamea là một chi bướm đêm thuộc họ Noctuidae.

## Loài
- Loxopamea albitracta Hreblay & Plante, 1995